# Sack Full of Silver
Sack Full Of Silver es el cuarto álbum de estudio de la banda Thin White Rope, lanzado en 1990 por Frontier Records y RCA.

## Lista de canciones
Todas las canciones fueron escritas por Guy Kyser excepto donde se marca.
Todas las canciones escritas y compuestas por Guy Kyser (except where noted). 
| N.º | Título                                 | Duración |  |
| 1.  | «Hidden Lands» (Kyser/Kunkel/Abourezk) | 3:04     |  |
| 2.  | «Sack Full of Silver»                  | 2:13     |  |
| 3.  | «Yoo Doo Right» (Can)                  | 6:04     |  |
| 4.  | «The Napkin Song»                      | 1:31     |  |
| 5.  | «Americana»                            | 4:34     |  |
| 6.  | «The Ghost»                            | 3:43     |  |
| 7.  | «Whirling Dervish»                     | 5:39     |  |
| 8.  | «Triangle Song» (Kunkel/Kyser)         | 4:42     |  |
| 9.  | «Diesel Man»                           | 3:43     |  |
| 10. | «On the Floe»                          | 4:51     |  |

## Créditos
- Guy Kyser – Guitarra, Voz
- Roger Kunkel – Guitarra, Voz
- John Von Feldt – Bajo
- Steve Siegrist – Bajo
- Matthew Abourezk – Batería